# Роздуми над гільйотиною
Роздуми над гільйотиною (фр. Réflexions sur la guillotine) — розгорнутий есей, написаний у 1957 році Альбером Камю. В есе автор займає безкомпромісну позицію щодо скасування смертної кари. Погляд Камю подібний до поглядів Чезаре Беккаріа та маркіза де Сада, останній також стверджував, що вбивство, навмисне і здійснене державою, є найгіршим видом вбивства. Камю стверджує, що він базує свою аргументацію не на співчутті до засуджених, а на логічних підставах і на перевіреній статистиці. Камю також стверджує, що смертна кара є легким варіантом для уряду, коли можливе виправлення і реформування.

## Аналіз тексту

### Зміст
Есе відкривається описом реакції батька Камю на страту засудженого за вбивство. Спочатку батько Камю повністю підтримував це рішення, але після того, як став свідком події, він кілька днів перебував у стані шоку. Протягом усього есею Камю висловлює власний шок і огиду до жорстокості гільйотини. Камю також цитує кілька джерел, де йдеться про те, що гільйотина не була такою «гуманною і миттєвою», як стверджувалося, і використовує це як аргумент на користь її скасування.

### Позиції
Головним аргументом Камю проти смертної кари є її неефективність. Камю вказує на те, що в країнах, де вже відмовилися від смертної кари, рівень злочинності не зріс. Він пояснює це тим, що світ змінився таким чином, що смертна кара більше не слугує тим стримуючим фактором, яким вона могла бути колись. За часів батька Камю гільйотину все ще використовували для публічної страти злочинців, але коли Камю писав свій есей, страти відбувалися в приватних в'язницях. Хоча Камю схвалював проведення страт у приватному порядку, він стверджував, що це усуває елемент стримування і перетворює смертну кару на засіб, за допомогою якого держава позбавляється від тих, кого вона вважає невиправними.
Камю також стверджував, що загроза смерті є недостатньою, щоб утримати людей від скоєння злочинів, оскільки смерть є спільною долею для всіх, незалежно від вини. Він також вважав, що оскільки більшість вбивств не є навмисними, жоден стримуючий фактор не може бути ефективним, а у випадку навмисного вбивства стримуючий фактор буде недостатнім, щоб зупинити тих, хто вже вирішив діяти.
Камю стверджував, що смертна кара без мети зводиться до акту помсти, який лише породжує подальше насильство, що підживлюється лише садизмом і увічнюється традицією. Він порівнював цей акт державної помсти з концепцією «око за око» і стверджував, що правосуддя має ґрунтуватися на законі та принципах, а не на інстинктах та емоціях.
Хоча Камю виступав проти застосування смертної кари сьогодні, в есе він наводить приклади того, як вона могла бути логічною і доречною в благочестивих цивілізаціях. Камю стверджує, що в таких цивілізаціях смертна кара, як правило, застосовувалася Церквою, щоб позбавити засудженого божественного дару життя. Однак, роблячи це, засуджений поставав перед судом і мав шанс на спокуту в руках Божих. У невіруючому світі, стверджує Камю, засуджений не має жодного шансу на спокуту. Процес відбувається повністю відокремлено від засудженого і просто відкидає його як такого, що не підлягає спасінню чи виправленню.
Камю також стверджував, що в невіруючому світі не існує абсолютного авторитету, здатного винести вирок, оскільки жодна людина не володіє абсолютною невинністю. Через це Камю пропонував встановити максимальну міру покарання у вигляді довічного ув'язнення через можливість суддівської помилки, причому довічне ув'язнення, на думку Камю, було б суворішим за смерть, але принаймні мало б можливість бути скасованим. Тоді засуджений також завжди матиме можливість обрати смерть через самогубство.
Камю також стверджував, що смертна кара є недоречною, оскільки, здійснюючи помсту за образи, вона одночасно завдає болю родині та близьким засудженого так само, як і тим, кому мстять, боляче від початкового злочину.

### Пропозиції
Камю припустив, що замість того, щоб застосовувати смертну кару як ліки від проблеми, французькому уряду варто було б покращити умови життя і заборонити алкоголь, який, на думку Камю, був безпосередньо пов'язаний з багатьма вбивствами, що призвели до застосування смертної кари у Франції, і був відповідальним за них.
Наприкінці есе Камю заявив, що дії повинні бути вжиті негайно. Камю запропонував, щоб Франція стала прикладом для решти світу, запровадивши десятирічний випробувальний термін, протягом якого смертна кара була б замінена довічним ув'язненням. Як напівзахід Камю припускав, що можливість самостійного введення смертельної ін'єкції (сучасний еквівалент болиголова в Стародавній Греції) принаймні стане першим кроком у більш гуманному напрямку.
У 1981 році смертна кара була скасована у Франції, а остання страта відбулася чотирма роками раніше в Марселі.

## Український переклад
- Альбер Камю: Роздуми над гільйотиною // Вибрані твори у трьох томах. 3-й том. - Харків: Фоліо, 1997.